# Castel Střekov
Castel Střekov (in ceco Zámek Střekov e in tedesco Schreckenstein) si trova nell'omonima località di Ústí nad Labem comune del Distretto di Ústí nad Labem nella regione omonima, Repubblica Ceca. Il castello in rovine, che risale al XIV secolo, viene considerato dal 1963 monumento culturale nazionale. 

## Storia

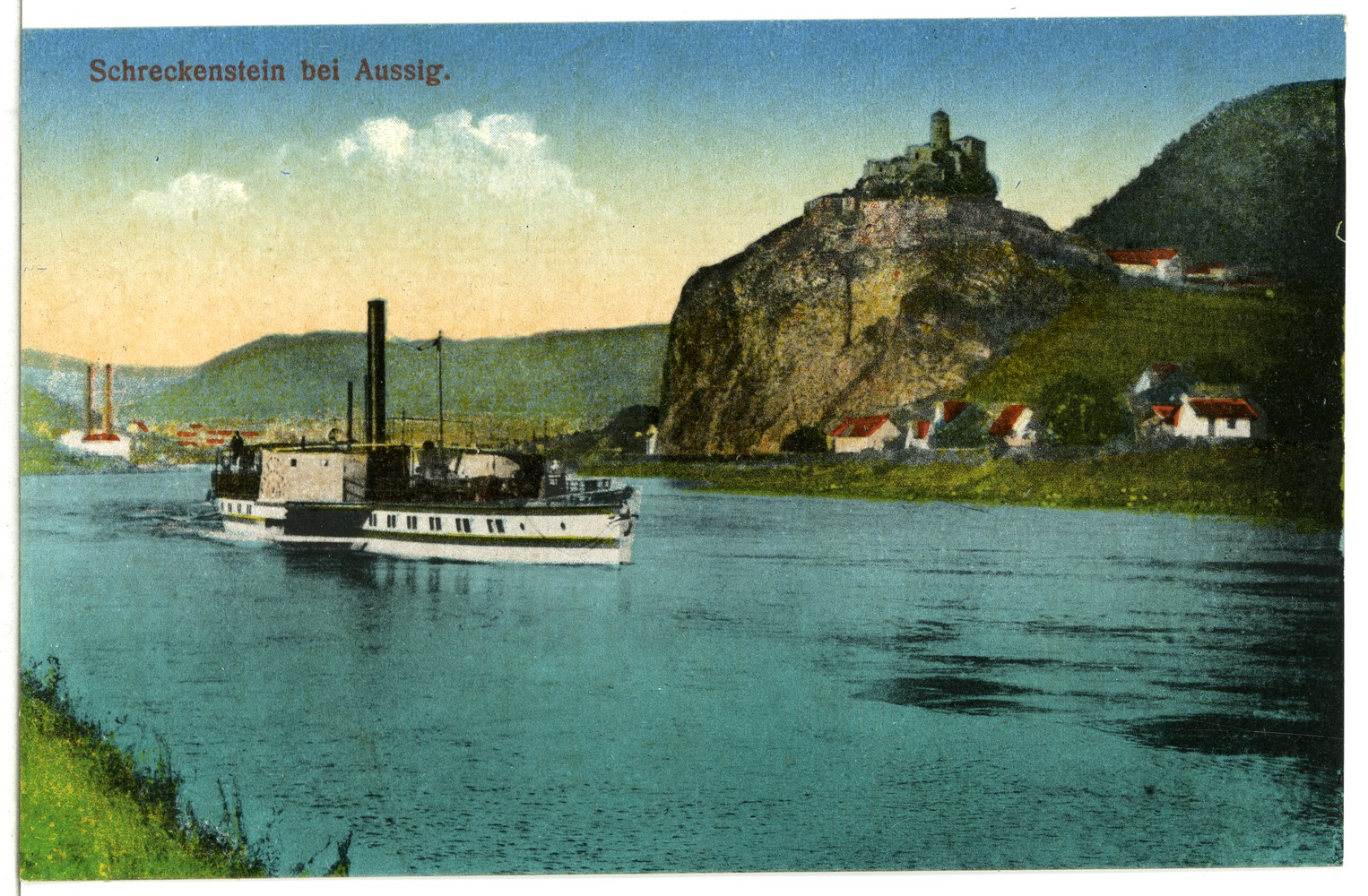
Castel Střekov visto dal fiume Elba all'inizio del XX secolo

Il castello venne edificato sul sito scelto per la sua eccezionale posizione dominante sul rilievo roccioso che permetteva il controllo di parte del corso del fiume Elba. Venne costruito tra il 1316 e il 1319 da Pešík di Veitmile per volontà del re Giovanni I di Boemia. Il re poi lo concesse in feudo allo stesso Pešík. Per difficoltà finanziarie Pešík tuttavia lo lasciò ai Vartenberk. Lo scopo della costruzione del castello era duplice, militare ed economico-amministrativa, e cioè quella di proteggere la navigazione sull'Elba e allo stesso tempo di riscuotere i dazi doganali. Prima di questa struttura era presente un'altra fortezza, che ormai versava in rovine ef orse sorgeva più o meno sul luogo del territorio di Větruš. Fino al XVII secolo il castello era legato a due proprietari e fungeva da centro di potere reale e allo stesso tempo da residenza del nobile a cui era stato affidato in gestione dal re. Questo modello d'uso venne applicato dal re Giovanni anche ad altri castelli della Boemia. I Vartenberg mantennero il castello fino alla fine del XIV secolo. Tra il XV e il XVI secolo, sotto il controllo della famiglia Glacs, fu oggetto di un'importante ricostruzione tardogotica. Nel 1563 Střekov fu affidato all'amministrazione della famiglia Lobkowicz. Da quest'anno Venceslao di Lobkowicz ottenne dal re Massimiliano II d'Asburgo ingenti fondi per il restauro del castello e allo stesso tempo ne trattò il trasferimento automatico per via ereditaria alla propria famiglia senza la supervisione reale. Questo beneficio venne concesso nel 1599 durante il regno di Rodolfo II d'Asburgo e due anni dopo questo stato fu registrato nei registri catastali. Durante la guerra dei trent'anni il castello fu più volte espugnato. Fu ancora utilizzato militarmente durante la guerra dei sette anni nel 1757, quando una guarnigione prussiana di 200 uomini in ritirata guidata dal maggiore Emminger cercò rifugio da Colonia. Il castello fu così assediato dalle truppe croate guidate dal generale Ernst Laudon e il maggiore Emminger alla fine si arrese all'esercito al servizio di Maria Teresa. L'interesse per le rovine crebbe nel XIX secolo e la sua importanza sul piano turistico fu sottolineata dalla creazione di un ristorante sul sito nel 1830. L'interesse che il periodo romantico dimostrò per il castello durò per tutto il XIX secolo e si mantiene ancora. Il castello Střekov rimase in possesso della famiglia Lobkowicz fino al 1945, quando fu nazionalizzato. Nel 1992 fu loro restituito.

## Descrizione

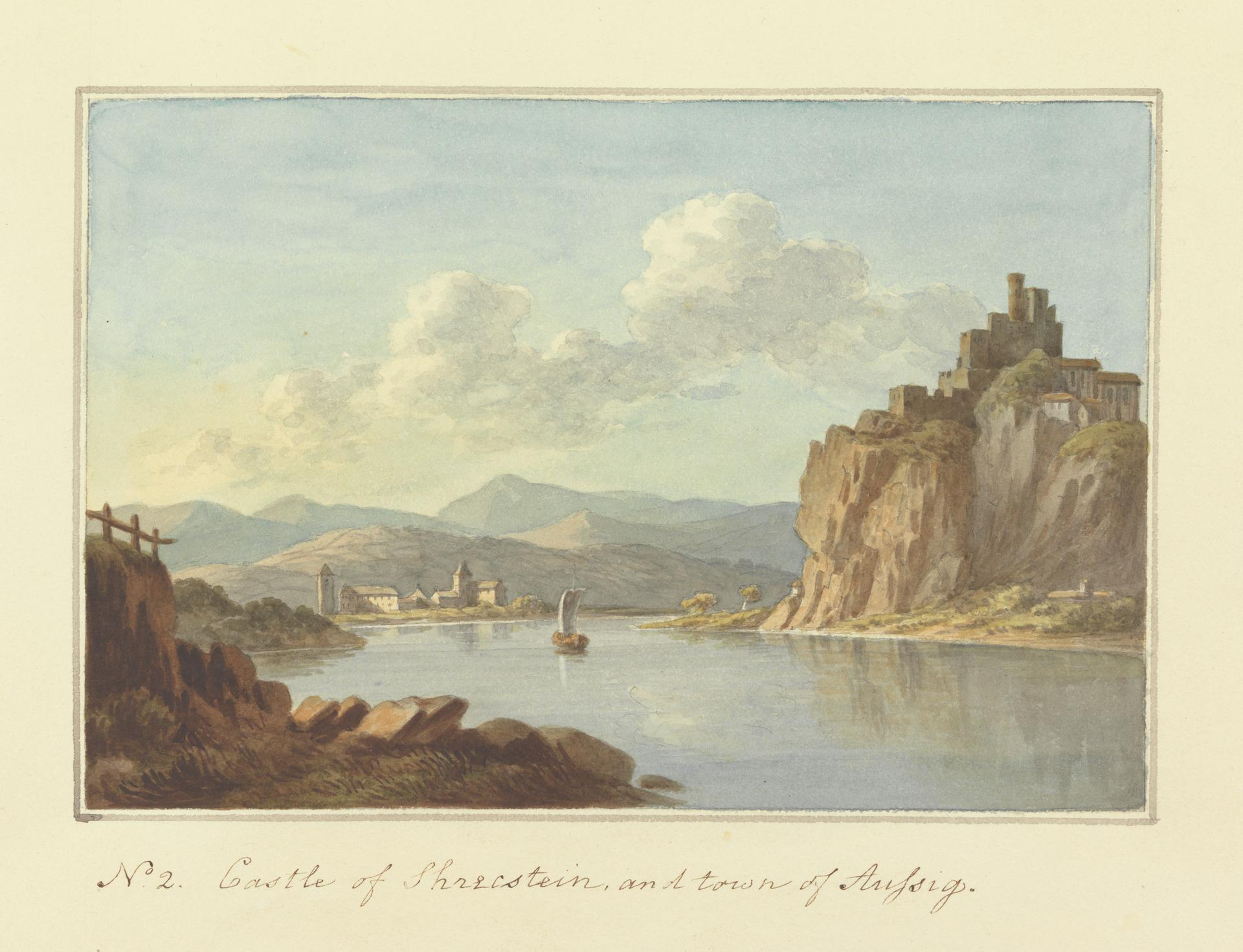
Castello nel 1817 circa. Acquerello e inchiostro nero su grafite su carta vergata

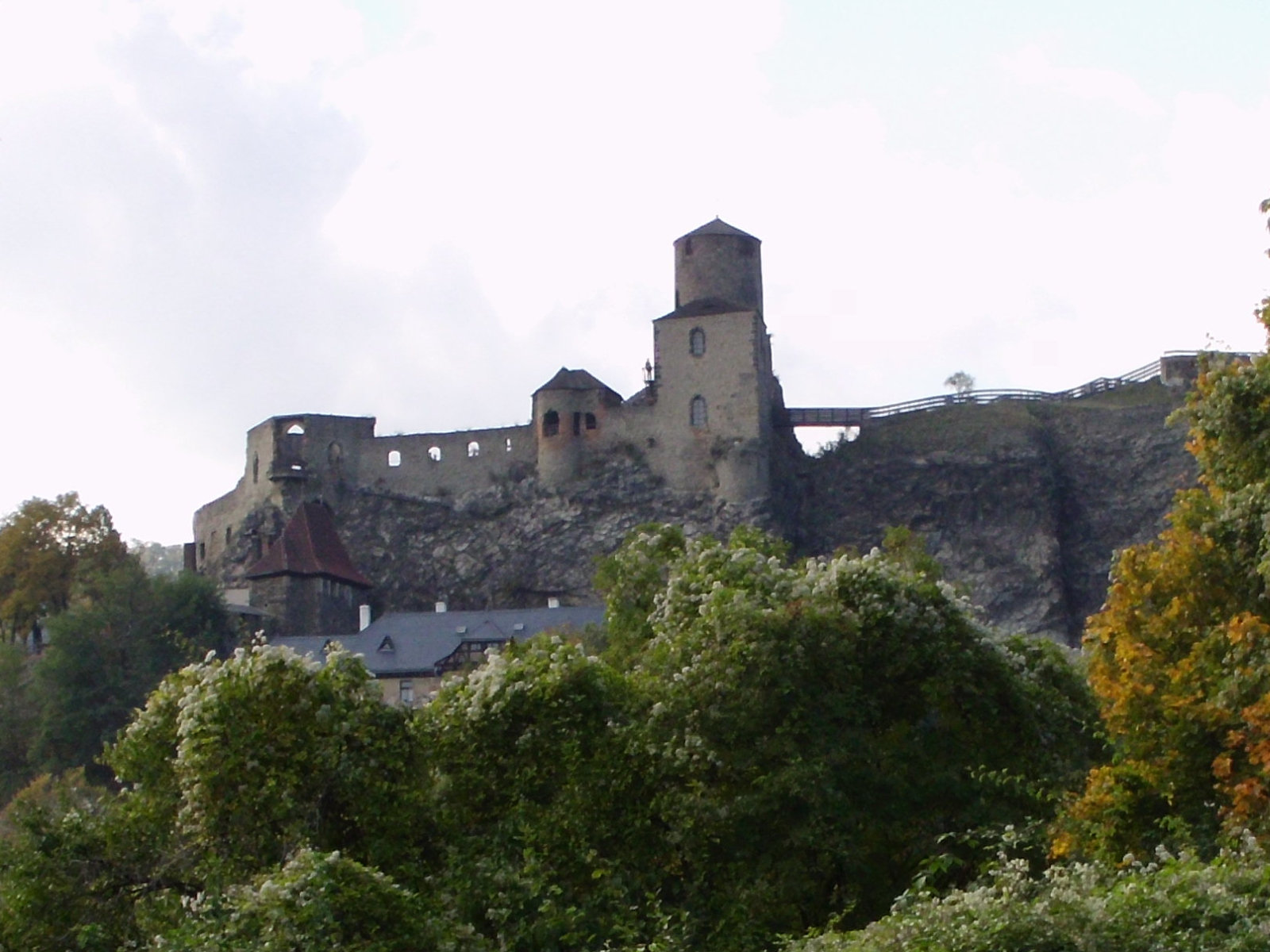
Mastio e palazzo superiore

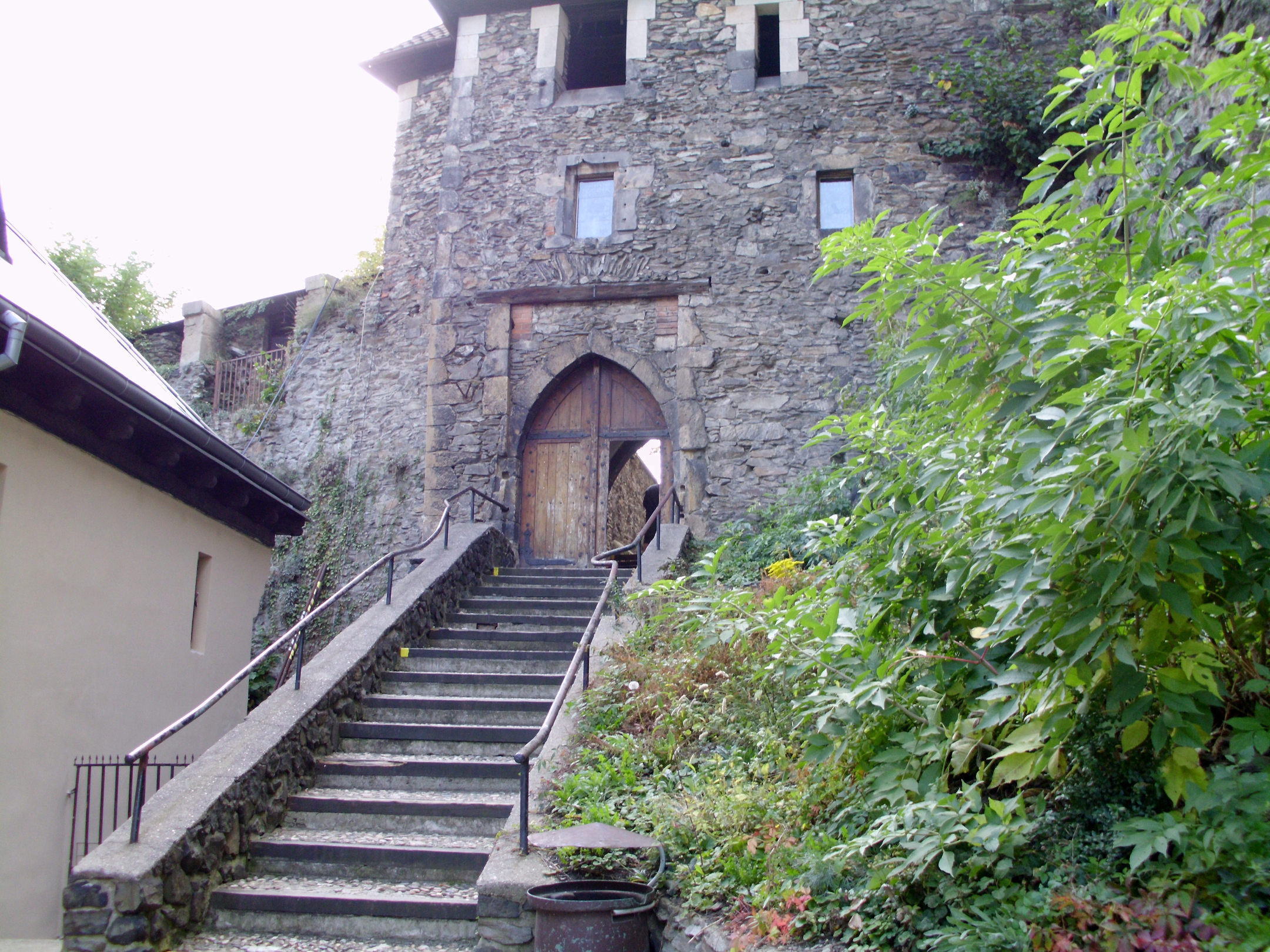
Accesso al palazzo inferiore

Il castello si trova in località Střekov nel comune di Ústí nad Labem nella regione omonima in Repubblica Ceca. Posto in posizione dominante sul fiume Elba in origine aveva pianta pentagonale allungata. Nel punto più alto si trova il mastio a pianta rotonda. Al centro dei lati maggiori vi erano bastioni semicircolari aperti verso l'interno. Il palazzo rettangolare a due stanze utilizzava bastioni rotondi negli angoli come elementi di difesa attiva. Davanti al nucleo si trovava un sottoforte accessibile da un cancello a forma di torre. Il castello era diviso in due parti da un fossato. La parte anteriore era dominante e le due parti erano separate da un ponte levatoio. La sua funzione non è chiara, ma probabilmente era difensiva e copriva la parte anteriore del castello. Il complesso di grandi dimensioni comprende la torre principale, due palazzi (superiore ed inferiore), un'ala di collegamento, un sistema murario con bastioni e fortificazioni avanzate. L'area comprende anche un locale per ristorazione, gli edifici amministrativi e agricoli con il cortile, la fucina e la porta del castello inferiore con muro di contenimento. Gli edifici del castello sono per lo più realizzati in pietra di cava con linee chiare. Le pareti sono caratterizzate da finestre spesso ad arco ogivale. Compaiono anche barre incrociate del tardo gotico. I romantici gli hanno dato una seconda vita, è stato dipinto da paesaggisti e altri artisti. Ha ispirato Richard Wagner a scrivere l'opera Tannhäuser. Castel Střekov è uno dei monumenti più visitati della regione.
- Mastio. Si trova sul punto più alto del palazzo superiore, nel suo angolo settentrionale. Originariamente era accessibile solo attraverso un portale ogivale al primo piano. La torre cilindrica è coperta da un tetto conico a piccola falda con scandole. La facciata è architettonicamente semplice, realizzata in pietra di cava a vista. Sul lato nord si trova un ingresso senza rivestimento. L'ingresso originario si trova all'incirca a metà della torre, sul lato sud-ovest. Si è conservato il portale a sesto acuto, successivamente rialzato. Appena sotto il cornicione, quattro finestre leggermente rialzate. La torre è parte integrante del parco del castello e ne modella in gran parte la sagoma.[5]
- Palazzo superiore. Il palazzo ha pianta leggermente romboidale e si presenta in stile tardo gotico. Si alza sul lato del pendio sotto la torre cilindrica. La parte orientale poggia sul bordo della roccia, la parte occidentale è incastonata nel pendio sopra il quale si trova il pavimento. Il tetto è a padiglione con una piccola pendenza, coperto di scandole. Il piano terra e il primo piano sono monolocali. Si tratta di un importante esempio di architettura castellana medievale in tutta la Repubblica Ceca.[6]
- Palazzo inferiore. Chiude il castello superiore sul lato sud. In questo spazio si è ipotizzata per molto tempo l'esistenza di una cappella gentilizia della quale non vi sono prove. La struttura a due piani è costruita in pietra di cava, posta perpendicolare al massiccio roccioso, con pareti forate da aperture di finestre, spesso in stile gotico. La parte occidentale si è conservata sul pavimento fino all'altezza del parapetto e costituisce una terrazza panoramica. la parte orientale è conservata fino all'altezza del cornicione. Manca il tetto. Sul lato est era attaccato un bovindo di forma sconosciuta.[7]

### Monumento culturale della Repubblica Ceca
La tutela dei monumenti della Repubblica Ceca considera il complesso di castel Střekov a Šťáhlavy un monumento culturale nazionale tutelato col numero di catalogo 1000154635. Oggetto di tutela è l'insieme delle costruzioni storiche conservate con una quantità significativa di tracce di artigianato d'epoca. Il palazzo superiore costituisce la parte più importante.